# Batman: Arkham Knight
Batman: Arkham Knight är ett actionäventyrsspel utvecklat av Rocksteady Studios och utgivet av Warner Bros. Interactive Entertainment den 23 juni 2015 till Playstation 4, Xbox One, Microsoft Windows och Mac OS. Spelet är baserat på DC Comics' superhjälte Batman, och som är uppföljaren till spelet Batman: Arkham City från 2011, samt det fjärde spelet i spelserien Batman: Arkham.  
Spelets berättelse utspelar sig ett år efter Arkham City och som handlar om Batmans kamp mot superskurken Scarecrow, som har återvänt till Gotham City för att förena Batmans fiender till att döda The Dark Knight.

## Handling
Ett år efter Jokers död i Arkham City har brottsligheten i Gotham City minskat dramatiskt, men Batman förutser ett nytt hot och håller ett vakande öga över staden. Detta ger Batmans fiender, inklusive Penguin, Two-Face, Riddler och Harley Quinn, en chans att förenas med ett enda mål: att döda Batman. Innan Jokers död skickade han sitt muterade blod till Gothams sjukhus, och hundratals patienter smittades, inklusive Batman själv. Batman lyckades med hjälp av Mr Freeze tillverka ett botemedel, men ett fåtal patienter behandlades inte tillräckligt snabbt och började att se ut och agera som Joker. Batman forskar efter ett botemedel mot mutationerna och beordrar Robin att övervaka de smittade, som hålls fångna i ett av hans gömställen. 
Under Halloween sprider Scarecrow ut sin nya skräckgas i en restaurang, och hotar att sprida det över hela Gotham. Sex miljoner medborgare evakueras, men stadens brottslingar och superskurkar stannar kvar, och poliskommissarie James Gordon och Gotham City Police Department (GCPD) hamnar i underläge. Batman undersöker Scarecrows närvaro, och räddar Poison Ivy från ett gömställe, där hon hölls fången av Scarecrows hantlangare. I sitt tillhåll i Gothams klocktorn samlar Barbara Gordon in information om Scarecrows nya gift, och spårar dess produktion till Ace Chemicals. Batman går för att undersöka anläggningen, men blir konfronterad av den mystiske "Arkham Knight" som leder en grupp elitsoldater för att bistå Scarecrow. Batman slår igenom Arkham Knights soldater och konfronterar Scarecrow, som har planterat sprängämnen i Ace Chemicals. Han får reda på att Scarecrow evakuerade staden för att kunna ta Ace Chemicals i besittning och massproducera giftet. Den kemiska bomb han nu tänker använda kommer leda till att hela den amerikanska östkusten drabbas, och detta är bara fas ett i planen, då den hämndlystne skurken planerar att sprida giftet vidare till resten av landet. Batman utsätts för skräckgiftet och Scarecrow flyr. Giftet reagerar med Batmans egna tidigare Joker-muterade blod och orsakar upprepade hallucinationer av Joker, som hånar Batman och manipulerar hans uppfattning av världen omkring honom. Batman lyckas neutralisera bomben och flyr från Ace Chemicals, men upptäcker att Barbara har blivit kidnappad av Arkham Knight. Han blir tvungen att berätta för Gordon om sin dotters medverkan i hans brottsbekämpning; Gordon blir djupt upprörd och svär att han ska hitta Barbara utan Batmans hjälp.
Batman spårar Arkham Knight till ett underjordiskt tunnelnätverk, men hittar inte honom. Han och Nightwing förhör Penguin, som talar om för dem att Arkham Knight och Scarecrow har ett möte med en affärsman vid namn Simon Stagg, som driver ett läkemedelsföretag. Batman upptäcker att Scarecrow betalade Stagg för att skapa en anordning vid namn "Cloudburst", men Stagg försökte lura dem och istället använda Scarecrows gift till att tillverka ett botemedel mot depression. Scarecrow flyr undan Batman med Cloudburst-anordningen, och avslöjar att Barbara sitter i samma gömställe där Ivy tidigare hölls fången. Men innan Batman kan rädda henne blir Barbara sprayad av skräckgiftet och skjuter sig själv i huvudet. Alfred Pennyworth meddelar Batman att Cloudburst är en spridningsanordning byggd för att sprida skräckgiftet vidare från Gotham till resten av landet, vilket var fas två i Scarecrows plan. För att motverka detta anlitar Batman Ivy, som tar kontroll över ett stort träd som växer ut jätteblommor med förmågan att neutralisera giftet.
Batman går till sin karantänbas i Panessa Film Studios och talar med Robin om hans framsteg i att hitta ett botemedel mot Joker-mutationerna. Men med vetskapen om att Robins civila identitet Tim Drake dejtar Barbara, berättar han inte för honom om hennes död. Harley Quinn tar över studioanläggningen och planerar att samla ihop de muterade medborgarna, och med hjälp av dem hålla Jokers arv levande. Batman och Robin befriar medborgarna och fångar Harley, men medborgarna dödas av Henry Adams, en av de fyra muterade patienterna som har dukat under för mutationerna och vill att bara den evolutionärt starkaste av de smittade blir den nye Joker. När Henry konfronterar Batman skjuter han sig själv och Robin inser att Batman själv, trots att han tog botemedlet, också är smittad av Jokers blod, då han fick en så pass stor transfusion av Jokers blod väldigt sent i TITAN-sjukdomens utveckling i sin värd. Även om han inte är lika allvarligt smittad som de övriga har skräckgiftet accelererat mutationen, men Batman vägrar att låsas in förrän Scarecrow har stoppats. Trots Robins protester låser Batman istället in honom i en cell.
Arkham Knight aktiverar Cloudburst-anordningen och översvämmar Gotham City med skräckgiftet. Giftet överväldigar Ivy, och trots att Batman hjälper henne med att rensa giftet genom att ge henne tillgång till ett annat träd och förstöra Cloudburst-anordningen, blir hon oförmögen att klara av belastningen på hennes kropp och dör. Gotham är nu räddat från Scarecrows planer på att ödelägga staden i sitt skräckgift, men denne meddelar att planen att förgöra Batman både psykiskt och fysiskt kvarstår. 
Batman lokaliserar en bunker där Gordon hålls fången av Arkham Knight, som visar sig vara Jason Todd, den tidigare Robin, som Batman trodde var mördad av Joker. Jason hölls fången under ett års tid i en övergiven del av Arkham Asylum, där han torterades av Joker för att vända honom mot Batman och blev sedan skenavrättad. Jason kände sig övergiven av Batman, och när han till slut släpptes fri svor han att hämnas på denne och tog namnet Arkham Knight efter platsen där hans gamla jag dog. Batman låter Jason gå, och fortsätter med Gordon för att konfrontera Scarecrow på byggnadens tak. Gordon ber om ursäkt för sin ilska och säger att han aldrig har glömt hur han träffade Bruce Wayne på natten när hans föräldrar mördades, vilket innebär att han redan visste om Batmans sanna identitet. När de möter Scarecrow visar det sig att Barbara fortfarande är vid liv, och hennes självmord bara var en av Batmans hallucinationer. På Scarecrows order skjuter Gordon ner Batman, i utbyte mot sin dotters liv, men Scarecrow knuffar istället ner Barbara från taket. Batman överlevde skottet då Gordon sköt honom där rustningen var som starkast; han räddar Barbara och överlämnar henne till GCPD. 
Batman rusar tillbaka till filmstudion, bara för att upptäcka att Robin har blivit kidnappad av Scarecrow, som hotar att döda Robin och Gordon om inte Batman kapitulerar. Batman går med på det och blir bortkörd till de sedan länge övergivna ruinerna av Arkham Asylum. Scarecrow beordrar Gordon att avlägsna Batmans mask, och avslöja hans sanna identitet framför en direktsänd kamera inför hela världen. Gordon gör så och Batman avslöjas som Bruce Wayne. Scarecrow injicerar Batman upprepade gånger med skräckgiftet för att bryta ner honom ytterligare. Inuti Batmans sinne strider denne och Joker för kontroll; Joker försöker försvaga Batman genom att räkna de människor som har lidit och dött till följd av Batmans korståg och lyckas ta besittning av den mörke riddaren. Scarecrow ger då Batman ytterligare en dos för att bryta ner honom för gott, men det är nu istället Joker som drabbas av giftet och får uppleva sin värsta farhåga - att bli bortglömd som Gothams främste superskurk och bli enbart en fotnot i stadens historia. Batman segrar, och låser bort den bönfallande Joker från sitt sinne för alltid. Jason anländer och frigör Batman, som injicerar Scarecrow med giftet och underkuvar honom. Efter att Batman sett till att varje återstående superskurk i staden neutraliserats, återvänder han till GCPD och överlämnar sin mask intill polishusets Batman-signal, innan han ger sig av för att påbörja "Knightfall Protocol" medan Gordon skickar ut polisen för att återta stadens gator.
Batman återvänder till Wayne Manor och ignorerar den stora folkmassan som står utanför dess grindar. När han går in i huset exploderar det helt plötsligt, som till synes dödar honom. Några år senare har Gordon blivit den nye borgmästaren av Gotham och förbereder sig för att gå till Barbara och Tims bröllop. På ett annat håll anfaller två brottslingar en familj i en mörk gränd, men dem står senare inför en mardrömslik siluett som efterliknar Batman.

## Röstskådespelare
- Kevin Conroy - Bruce Wayne/Batman, Thomas Elliot/Hush[20][21]
- John Noble - Dr. Jonathan Crane/The Scarecrow[22][23]
- Troy Baker - Arkham Knight (Jason Todd / Red Hood), Harvey Dent/Two-Face[7]
- Mark Hamill - The Joker[24][25]
- Martin Jarvis - Alfred Pennyworth[26]
- Dave Fennoy - Lucius Fox
- Matthew Mercer - Tim Drake/Robin[27]
- Scott Porter - Nightwing[28]
- Jonathan Banks - Poliskommissarie James Gordon[22]
- Ashley Greene - Barbara Gordon/Oracle,[22] Batgirl[29]
- Nolan North - Oswald Cobblepot/Penguin[7]
- Tara Strong - Harleen Quinzel/Harley Quinn[7]
- Khary Payton - Michael Lane/Azrael[28][30]
- Grey DeLisle - Selina Kyle/Catwoman, Vicki Vale[28][31]
- Tasia Valenza - Poison Ivy[32][33][25]
- Wally Wingert - Edward Nigma/Riddler[7]
- Crispin Freeman - Garfield Lynns/Firefly[34][35]
- Liam O'Brien -  Kirk Langstrom/Man-Bat[24]
- Mark Rolston - Slade Wilson/Deathstroke, Lex Luthor[19][36]
- Phil Proctor - Simon Stagg
- JB Blanc - Fire Chief Underhill / Edward Burke
- James Horan - Jack Ryder
- Garrick Hagon - Henry Adams[37]
- Michael Rosenbaum - Jonathan Browne/Johnny Charisma[37]
- Duane R. Shepard Sr. - Aaron Cash
- Isaac C. Singleton Jr. - Albert King
- Sara Cravens - Christina Bell
- Marc Worden - Joseph Blackfire/Deacon Blackfire[37]
- Brian Bloom - Roman Sionis/Black Mask
- Dwight Schultz - Lazlo Valentin/Professor Pyg
- Danny Jacobs - Victor Zsasz
- Kelly Hu - Sandra Wu-San/Shiva
- Steve Blum - Waylon Jones/Killer Croc
- Maurice LaMarche - Victor Fries /Mr. Freeze
- Peter MacNicol - Jervis Tetch/Mad Hatter
- Chris Cox -  Floyd Lawton/Deadshot
- Fred Tatasciore - Bane